# Aspidytes
Aspidytes ist die einzige Gattung der Familie Aspidytidae innerhalb der Käfer-Unterordnung Adephaga. Die Gruppe wurde erst im Jahr 2002 erstbeschrieben. Sie umfasst nur zwei Arten, Aspidytes niobe, die 2001 in der südafrikanischen Provinz Westkap entdeckt und 2002 erstbeschrieben wurde, sowie Aspidytes wrasei, die bereits 1995 in der chinesischen Provinz Shaanxi entdeckt und 2003 erstbeschrieben wurde.

## Merkmale

### Käfer
Die Käfer sind 4,8 bis 7,0 Millimeter lang und haben einen dorsal konvexen, stromlinienförmigen Körper. Zwischen dem Pronotum und den Deckflügeln ist kein Winkel ausgebildet, der Übergang ist also gleichmäßig. Sowohl der glänzende Körper als auch die Körperanhänge sind rotbraun bis schwarz gefärbt. Die Mundwerkzeuge am Kopf sind nach vorne gerichtet. Sie sind deutlich verkürzt und von der Seite betrachtet keilförmig. Der hintere Teil des Kopfes ist deutlich in den Prothorax zurückgezogen, hat jedoch keinen verjüngten Halsbereich. Die Stirnplatte (Clypeus) ist zum Labrum hin deutlich verschmälert. Die Frontoclypealnaht ist in der Mitte (median) unterbrochen. Die Clypeolabralnaht verläuft nahezu gerade. Das Labrum ist geneigt und hat eine weite mediane Höhlung. Die Fühler tragen weder Pubeszenz, noch längere Setae. Sie lenken seitlich vor den Facettenaugen ein. Die Einlenkungen sind von oben nicht sichtbar. Der Scapus hat eine kugelige Basis und einen ebensolchen distalen Bereich, wobei die beiden Bereiche durch einen deutlichen Einschnitt getrennt sind. Der hintere (distale) Teil des Scapus umschließt großteils den kleinen Pedicellus. Die Maxillen sind in einer maxillaren Grube zwischen Submentum und Mentum sowie den Facettenaugen eingelenkt. Die zweigliedrige Galea ist palpusförmig. Die Maxillarpalpen sind fünfgliedrig, ziemlich kurz und überlagern die Labialpalpen knapp.
Das Pronotum ist seitlich gleichmäßig abgerundet. Der gekrümmte Rand weitet sich vorne deutlich. Am hinteren Rand des Pronotums befindet sich eine Reihe dichtstehender Haare. Der Prosternalfortsatz ist gut entwickelt und ist bei Aspidytes wrasei abgerundet, bei Aspidytes niobe ist er abgestutzt und hat vorne an den Seiten abgerundete Kanten. Die Einbuchtungen der vorderen Hüften (Coxen) sind offen, ihre innere Brücke ist sklerotisiert und rötlich. Die Vorderbeine sind ziemlich kurz. Ihre Hüften sind kugelig, mit kurzer ventraler Condyle, die Schenkel (Femora) haben eine Reihe kurzer steifer Haare am Vorderrand, die zum Putzen verwendet werden. Die Schienen (Tibien) haben ein abgestutztes Vorderende (Apex) und zwei kräftige Endsporne; der äußere ist etwas kräftiger. Die ersten vier Tarsenglieder sind kurz, das fünfte ist etwa 2,5 Mal länger als die übrigen Glieder. Bei den Männchen sind die ersten beiden Tarsenglieder der Vorder- und Mittelbeine seitlich leicht erweitert und auf der Unterseite mit unzähligen haftenden Härchen besetzt, die an ihrer Spitze winzige Scheiben tragen. Der Mesothorax ist etwas kürzer als der Prothorax. Das Schildchen (Scutellum) liegt frei. Die Deckflügel (Elytren) tragen seitlich eine Leiste, die bis zur Spitze verläuft. An die Einbuchtungen der Hüften der mittleren Beine grenzt seitlich der innere (mesale) Rand des Epimerons und der schmale, vordere (apikale) Teil des Anepisternums (eines sklerotisierten Schilds auf der Bauchseite) des Metathorax an. Die mittleren Beine sind den vorderen ähnlich, nur haben die Schenkel haben keine Härchen oder Sporne und die Schienen und Tarsen sind etwas länger. Die Schienen sind vorn nur sehr geringfügig erweitert. Der Metathorax ist etwas länger als der Prothorax. Die Hüften der Hinterbeine sind mäßig verlängert und etwas länger als das Ventrit. Der seitliche Rand grenzt breit am Epipleuralrand (der umgeschlagenen Seitenkante der Flügeldecken) an. Die Schenkelringe (Trochanter) der hinteren Beine sind länger als die der übrigen. Die Schienen und Tarsen sind länger als die der mittleren Beine und wirken dünn und langgestreckt.
Am Hinterleib sind sechs Bauchschilde (Sternite oder Ventrite) sichtbar, ihre Länge nimmt vom dritten bis sechsten ab. Das zweite Sternit ist nur seitlich der Hinterhüften zu erkennen. Das dritte und vierte Sternit sind teilweise verwachsen, weisen aber eine sehr deutliche Naht zwischen sich auf. An den Seiten aller Sternite verläuft eine Leiste, die am Seitenrand des siebten Sternits am auffälligsten ist. Dieses Sternit ist ungefähr halbkreisförmig, hinten gleichmäßig gerundet und hat frei von Veränderungen an der Oberfläche oder am Hinterrand.

### Larven
Bisher sind nur die Larven von Aspidytes niobe bekannt. Ausgewachsen erreichen sie ohne Urogomphi eine Länge von etwa sieben Millimetern. Ihr Körper ist vorne sehr breit und abgeflacht, der Hinterleib ist zum neunten, letzten Segment hin jedoch im Querschnitt fast zylindrisch. Die Körperoberfläche ist glatt, wobei die Sklerite kurze mittellange Borsten (Setae) tragen. Der Kopf und auch der Körper sind dorsal stark pigmentiert.
Die Mundwerkzeuge am Kopf sind nach vorne gerichtet, der Kopf ist sehr schwach abgewinkelt. Er ist mäßig abgeflacht, etwas breiter als lang und deutlich schmaler als der Prothorax. Die größte Breite hat er im hinteren Drittel, wo er etwa einen Millimeter breit ist. Der hintere Teil des Kopfes ist in den Prothorax zurückgezogen, bildet jedoch keinen verjüngten Halsbereich. Sechs Larvernaugen (Stemmata) befinden sich nahezu kreisförmig angeordnet hinter den Fühlereinlenkungen. Das Labrum ist mit dem Frontoclypeus verwachsen. Die Fühler sind viergliedrig. Die Mandibeln sind mäßig lang und haben einen ziemlich basalen Teil und mittig eine Einkerbung, an die zwei Schneiden, von denen eine gezähnt ist, angrenzen. Die Maxillen sind am vorderen, unteren (anteroventralen) Rand der Kopfkapsel eingelenkt. Die zweigliedrige Galea ist palpusförmig, die Lacinia fehlt. Die Maxillarpalpen sind dreigliedrig, die Labialpalpen zweigliedrig.
Der Prothorax ist das größte Körpersegment und hat eine glänzende und glatte Oberfläche mit zahlreichen kurzen Setae, die aus kleinen Poren wachsen und längere Setae, die entlang des seitlichen und vorderen Randes des vorderen Kragens wachsen. Das Pronotum ist schildförmig und vorne sowie auf den Seiten abgerundet. Es hat eine deutliche Leiste am Seitenrand. Das erste Hinterleibssegment ist etwa halb so lang wie der Metathorax. Die kleinen Stigmen befinden sich an den Seiten der Tergite. An den Sterna befinden sich zwei deutliche schräge Rillen. Die Tergite des zweiten bis achten Hinterleibssegments sind seitlich mit den Sterniten verwachsen und formen so eine ringförmige Struktur. Das zweite bis fünfte Hinterleibssegment ist deutlich länger als das erste und ungefähr gleich breit. Das sechste und siebte Segment ist kürzer. Das sechste ist schmäler als das fünfte, das siebte schmäler als das sechste. Das siebte ist etwa gleich lang wie das fünfte und verjüngt sich hinten. Die am achten Hinterleibssegment hinten seitlich an der Unterseite (ventrolateral) eingelenkten Urogomphi sind kräftig entwickelt. Sie umschließen das kleine, aber deutlich ausgebildete, neunte Hinterleibssegment, das seitlich daher nicht zu sehen ist. Das basale Segment der Urogomphi ist etwa eineinhalb Mal länger als das achte Hinterleibssegment. Die Urogomphi haben jeweils  breite Basen, die unten in der Mitte fast aneinandergrenzen. Sie verjüngen sich zur Spitze hin gleichmäßig und tragen mehrere lange Setae. Das hintere (distale) Segment ist sehr schlank und im Querschnitt zylindrisch. Es ist etwas mehr als halb so lang wie das Basalsegment. An der Spitze befinden sich lange Setae.
Sowohl die Puppe, als auch die Eier sind unbekannt.

## Lebensweise und Lebensraum
Die Imagines beider Arten und die Larven von Aspidytes niobe leben in hygropetrischen Lebensräumen und sind sehr wahrscheinlich räuberisch, wenngleich man noch keine Beweise dafür gefunden hat. Aspidytes niobe ist bisher bekannt von zwei benachbarten Fundorten in der westlichen Kap-Provinz (Südafrika), an denen permanent Sickerwasser über offenen nahezu unbewachsenen und fast senkrechten Fels rinnt. Die Bereiche um das Sickerwasser herum sind dicht und artenreich bewachsen. Man fand die Tiere vom Frühjahr bis in den Spätsommer, also von September bis März. Die Larven konnten im Spätsommer (März) nicht gefunden werden, waren jedoch im September häufig. Die Imagines fand man ruhend auf den Steinflächen. Bei Störung liefen sie sehr schnell. Die Larven dieser Art krochen aktiv am offenen, aber stark beschatteten Fels. Aspidytes wrasei ist nur von einem einzelnen Fundort (in Shaanxi, China) bekannt, der an der Basis einer vertikalen hygropetrischen Oberfläche liegt. Die Tiere wurden dort zwischen Steinen und verschiedenen Pflanzen gefunden. Man fand die Tiere im Spätsommer (August).

## Taxonomie und Systematik
Sowohl morphologische als auch molekulargenetische Untersuchungen legen nahe, dass die Gruppe zu einer Klade gehört, der auch die Feuchtkäfer (Hygrobiidae), Forellenbachkäfer (Amphizoidae) und Schwimmkäfer (Dytiscidae) angehören. Typische Merkmale dafür sind die umfangreiche Verschmelzung der mittleren Wände der Hinterhüften, der Verlust von zwei der drei furcocoxalen Muskeln am Metathorax und der Verlust des zehnten Hinterleibssegments bei den Larven. Ein im Vergleich zu den verwandten Gruppen weniger stark abgeleitetes Merkmal ist die unvollständige Zurückbildung des neunten Hinterleibssegments der Larven. Die phylogenetische Verwandtschaft innerhalb der oben beschriebenen Klade ist praktisch noch nicht erforscht. Die bisher umfangreichste Analyse anhand von morphologischen und molekulargenetischen Merkmalen durch Balke et al. aus dem Jahr 2005 geht davon aus, dass die Gruppe in einem Schwesterverhältnis zu den Forellenbachkäfern steht, wenngleich die Daten dies nur wenig stark unterstützen.

## Belege